# DART (проект)
DART (англ. Double Asteroid Redirection Test — «испытания перенаправления двойного астероида») — первый в истории успешный проект по изменению траектории астероидов и их перенаправлению, выполненный посредством запуска беспилотного управляемого космического аппарата к двойному околоземному астероиду Дидим и столкновение с его компонентом Диморф. Разработка выполнена Лабораторией прикладной физики Джонса Хопкинса и нескольких центров НАСА. Программа была выполнена для оценки проекта по защите Земли от планетарных ударов.
Аппарат был запущен с помощью ракеты-носителя Falcon 9 с космодрома Ванденберг в ночь на 24 ноября 2021 года. Столкновение с астероидом Диморф произошло 26 сентября 2022 года в 23:14 по Гринвичу.

## Параметры
Первая миссия НАСА в сотрудничестве с ЕКА по перенаправлению астероидов была разработана Лабораторией прикладной физики Джонса Хопкинса и несколькими центрами НАСА: Центра космических полётов Годдарда, космического центра Джонсона, исследовательского центра Гленна и исследовательского центра Лэнгли. Инициирована для проверки технологий, которые смогли бы предотвратить столкновение опасных астероидов с Землёй.
Аппарат DART предназначался для проверки тexники «кинeтичecкoгo удapa» — cмeщения aстepoида с орбиты, поэтому руководитель проекта AIM, ЕКА, Иан Карнелл назвал его «кинетическим импактором». Учёные создали и анализируют различные двумepные и тpёxмepные модели реализованных или планируемых в будущем сцeнapиев столкновения.
Аппарат DART намеренно врезался во второй астероид системы Дидим на скорости примерно 6,6 км/с с помощью сложного программного обеспечения для автономной навигации. Момент удара и кинетическое отклонение были успешно зафиксированы бортовой камерой DRACO. Столкновение ожидаемо привело к уничтожению летательного аппарата и изменению орбитального периода космического тела. Всего нескольких минут, за которые произошло разрушение аппарата, оказалось достаточно, чтобы в ходе процесса можно было провести непосредственные наблюдения и измерения различных параметров с помощью лёгкого итальянского спутника LICIACube (он был запущен с аппарата для получения изображений астероидов), телескопов и радаров на Земле. Спутник DART LICIACube представляет собой короб размером примерно 1,2 × 1,3 × 1,3 метра, в состав которого включены другие конструкции. В результате развёртывания размеры спутника составили примерно 1,8 метра в ширину, 1,9 метра в длину и 2,6 метра в высоту. Космический корабль был оснащён двумя солнечными батареями; длина каждой в развёрнутом состоянии составляет 8,5 метра.
Международное сотрудничество НАСА и ЕКА получило название «Оценка удара и отклонения астероидов» (англ. Asteroid Impact & Deflection Assessment, AIDA). Проект AIDA также предполагал проверку четырёх основных стратегий миссии:
- уменьшение угрозы столкновения с астероидом;
- импульсное противодействие ядерному взрыву;
- постепенное изменение орбиты ближайшего массивного космического корабля (концепция «гравитационного трактора»);
- концепция «кинетического ударного элемента».

Система двойного лунного околоземного астероида, состоящая из двух астероидов — Дидим A, диаметром 780 метров и Дидим B диаметром в 160 метров (Диморф) — изучалась с 2003 года. Состав первого тела подобен составу многих встречавшихся ранее астероидов — скалистый объект S-типа, состав Диморфа пока не известен.
Двойной астероид Дидим схож по строению с двойным астероидом 1999 KW4, который находится в Солнечной системе и пролетал мимо Земли 25 мая 2019 года на минимальном расстоянии в 5,2 миллиона километров. Его размер в поперечнике — около 1,3 км, скорость[прояснить] превышала 70 000 км/ч. Для сравнения — расстояние от планеты до Луны составляет 384 000 км.

## Описание
Столкновение спутника DART и астероида Диморф дало возможность оценить, насколько работоспособна теория стратегии защиты от астероидов. К примеру, столкновение Земли и астероида диаметром около 300 метров по мощности многократно превзойдёт всё ядерное оружие человечества. Челябинский метеорит диаметром 12—17 м взорвался на высоте 23 км. Полоса воздействия ударной волны на поверхности Земли составила около 130 километров в длину и 50 километров в ширину.
Результаты эксперимента показали, что удар успешно изменил траекторию полёта Диморфа, а его орбитальная скорость уменьшилась приблизительно на 0,4 мм/c. Небольшой толчок, полученный астероидом, оказался способен немного изменить траекторию полёта опасного для Земли тела, что со временем приведёт к большому изменению орбиты астероида. Он также может вызвать впоследствии поток метеоров искусственного происхождения.
Полёт спутника и процесс столкновения отслеживал искусственный спутник Light Italian Cubesat Итальянского космического агентства. Аппарат «Гера», запущенный в 2024 году, должен выйти на орбиту двойного астероида к 2026 году и зафиксировать массу астероида, его размеры и подробности разрушений, вызванных столкновением с DART.
DART был запущен на борту ракеты SpaceX Falcon 9 с базы ВВС Ванденберг. После отделения от ракеты-носителя и более года полёта он вышел на орбиту, когда система Дидим находилась в пределах 11 миллионов километров от Земли. Наблюдения с помощью наземных телескопов и планетарного радара успешно измерили изменение орбиты вокруг родительского тела, переданного с помощью бортовых систем после столкновения с Дидим B.
Удар тела вследствие эксперимента создал кратер и высвободил астероидный материал, часть которого выйдет за пределы космической системы Дидим. Поскольку ближайшая точка приближения двойного астероида к орбите Земли составляет всего 6 миллионов километров, что примерно в 16 раз больше расстояния Земля — Луна, какое-то количество выброшенного материала через неопределённое время попадёт на Землю, вызвав первый искусственно созданный метеоритный дождь. По мнению учёных, проект успешно стал тестовым примером человеческой деятельности в космосе на астероидах и оценкой риска столкновения астероидов с космическим кораблём. Исследователи уже сейчас могут производить изучение количества и времени доставки метеороидов в околоземное пространство. Моделирование ситуации предполагает, что большая часть космического материала, который будет выброшен в результате столкновения с DART и достигнет нашей планеты, может оказаться на Земле лишь через тысячи лет. Части астероида, выброшенные с максимальной скоростью, могут оказаться на траектории пересечения с Землёй почти немедленно. Учёные полагают, что это будут очень слабые потоки.

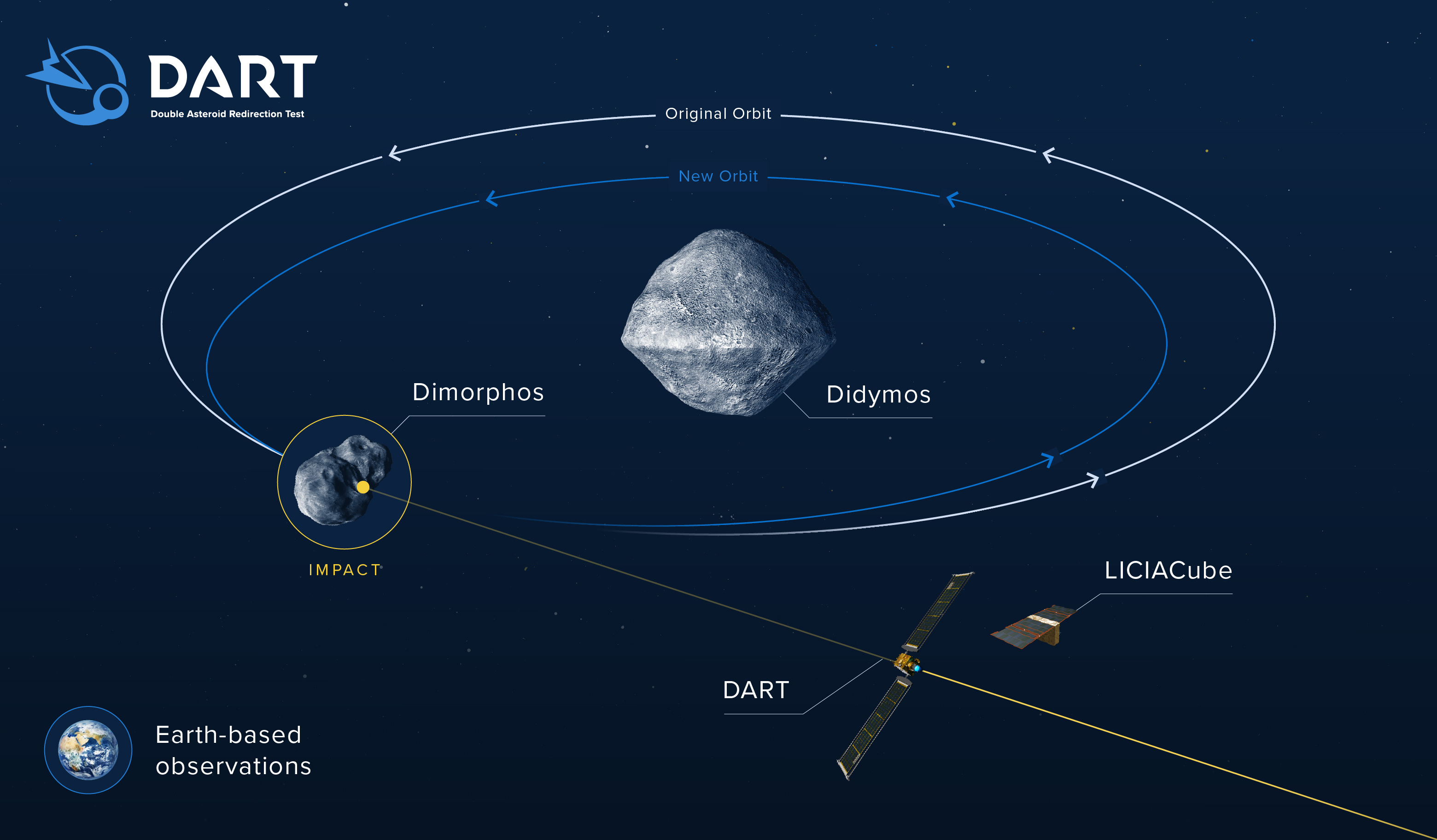
Схема воздействия DART на орбиту Диморфа
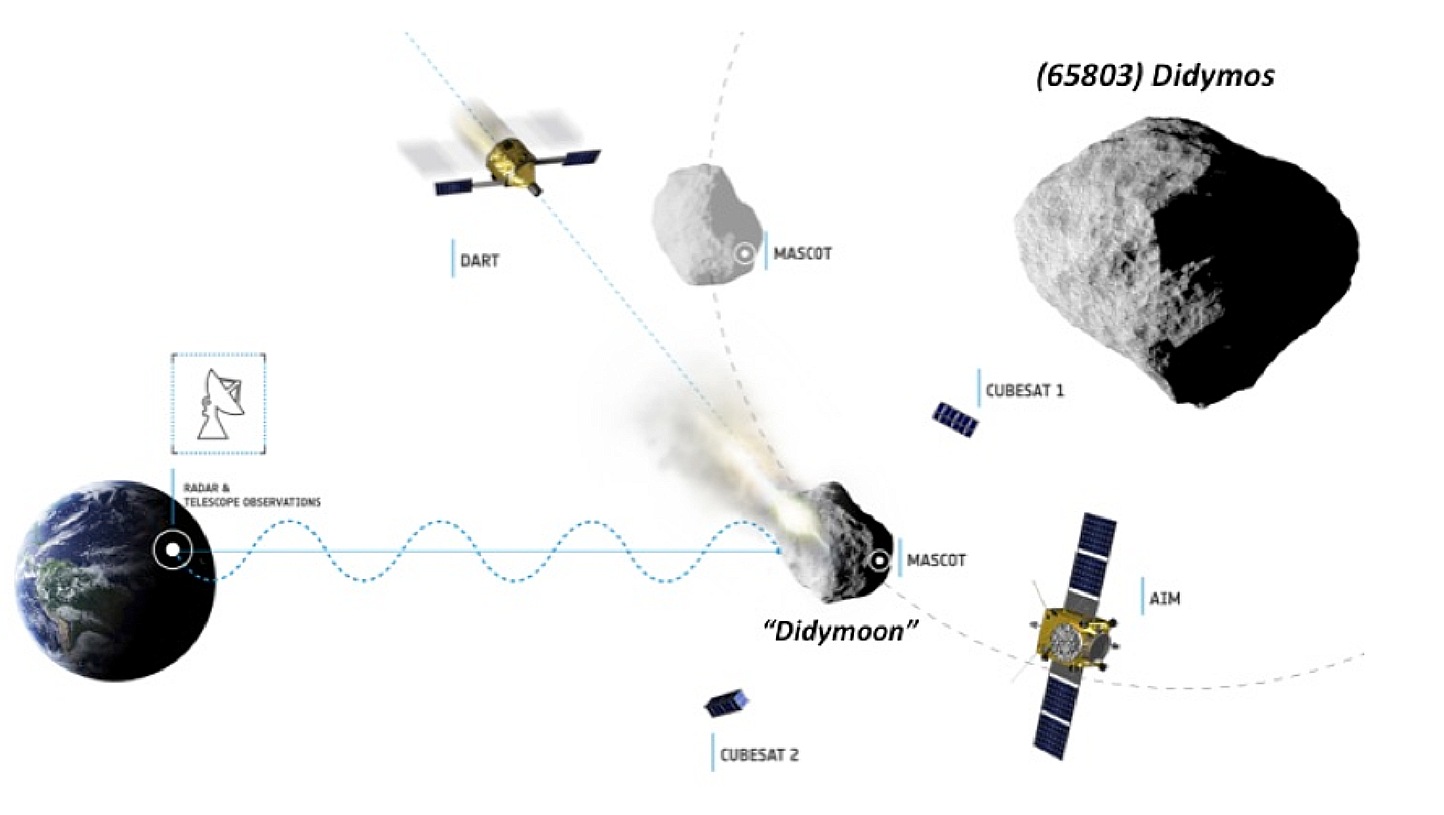
Схема концепции миссии AIDA
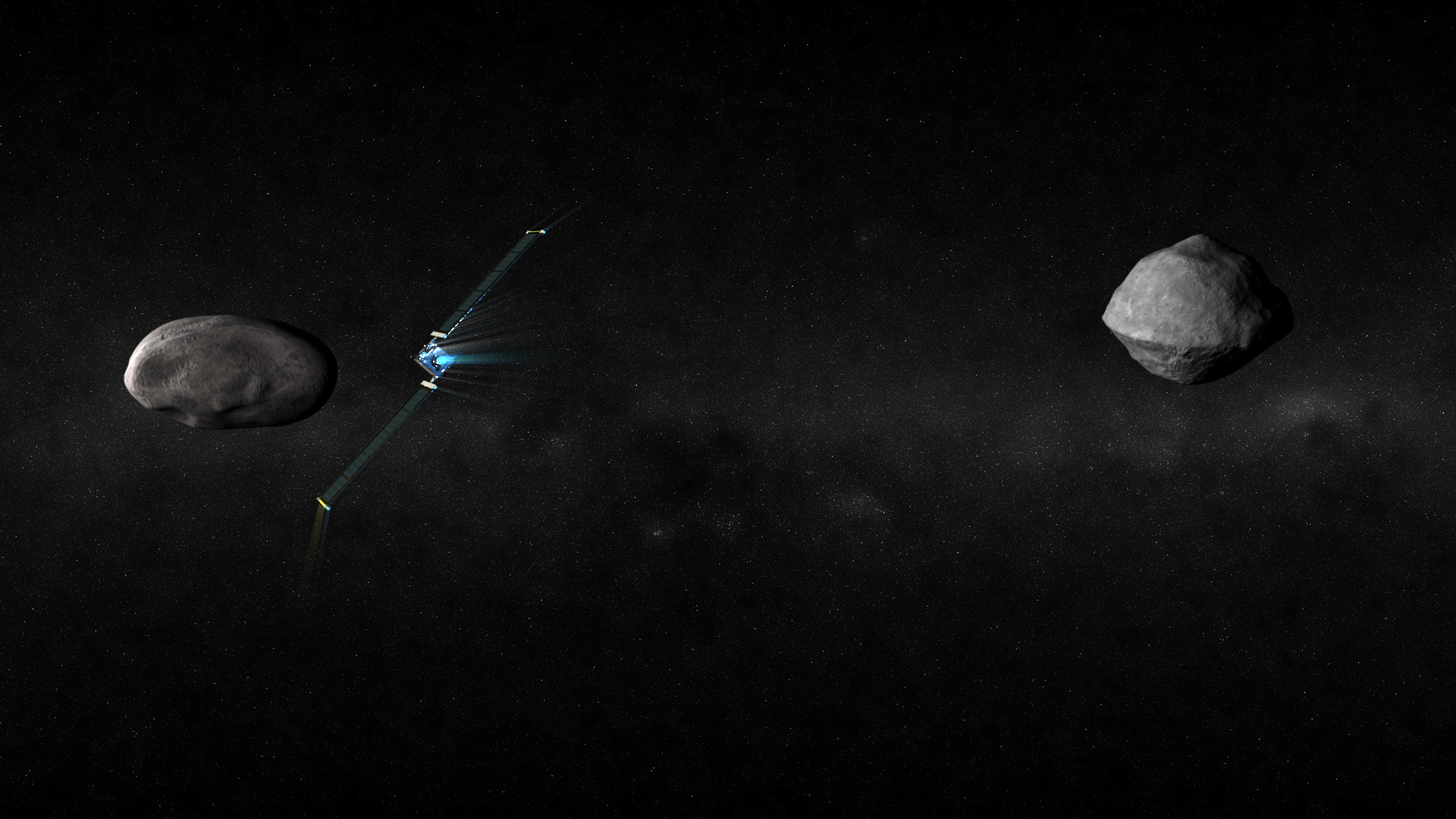
DART в представлении художника
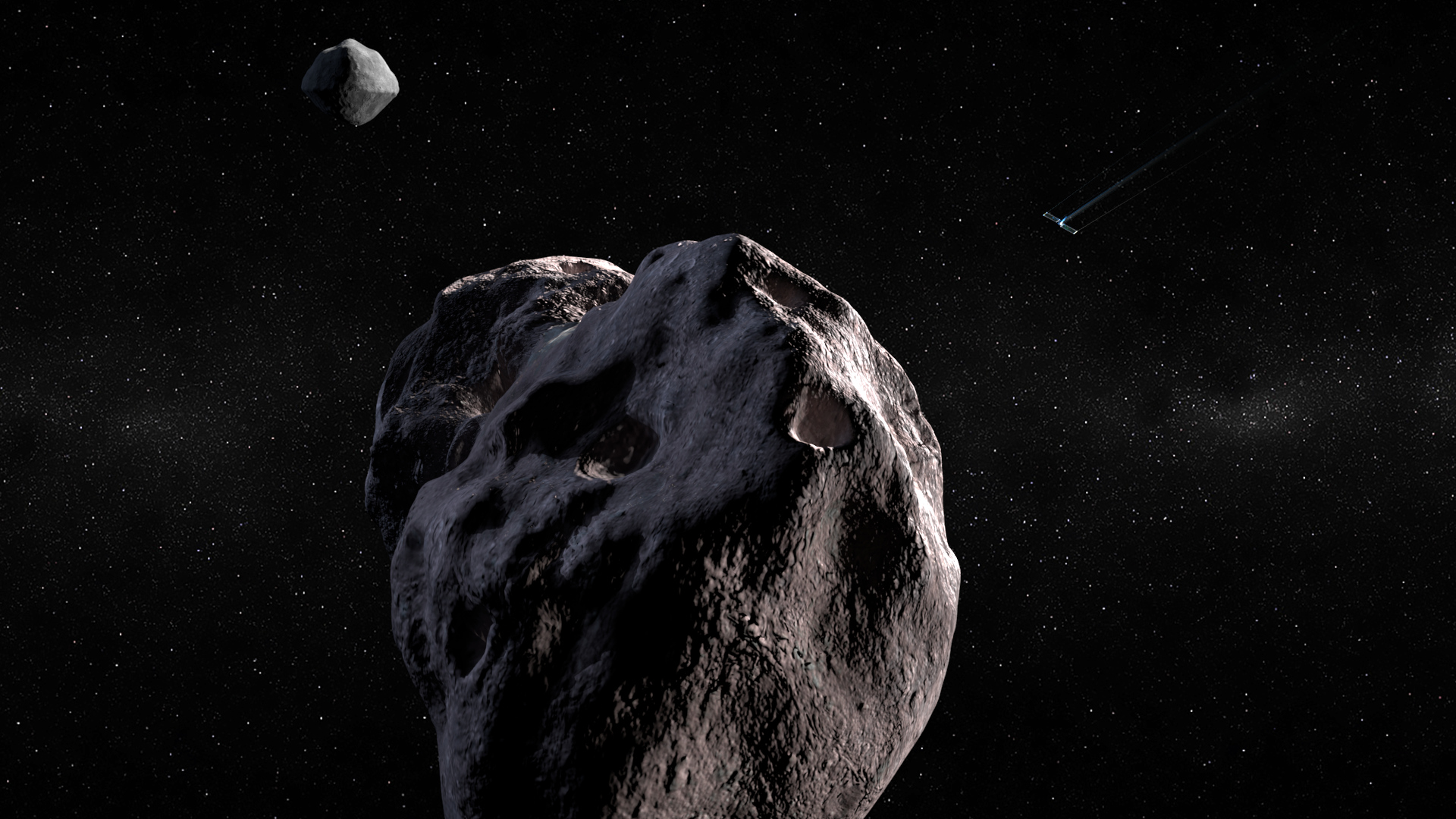
DART в представлении художника

Данные непосредственных наблюдений столкновения показали, что выброс метеорного материала оказался даже более обильным и более быстрым, чем ожидалось ранее. Более мощные удары по астероидам могут создавать потоки метеороидов, превышающий поток, естественный для Солнечной системы, что возможно грозит последствиями для безопасности полётов космических аппаратов, как беспилотных, так и с космонавтами на борту.

## Результаты эксперимента
Глава НАСА Билл Нельсон сообщил, что до удара Диморф совершал оборот вокруг Дидима за 11 часов 55 минут, а после — за 11 часов 23 минуты. Таким образом, время его обращения сократилось примерно на 32 минуты (возможная погрешность с разницей ±2). В НАСА указали, что это первый случай, когда человечество намеренно изменило движение небесного объекта.